# Bisbat de Ciudad Obregón
El bisbat de Ciudad Obregón (castellà: Diócesis de Ciudad Obregón, llatí: Dioecesis Civitatis Obregonensis) és una seu de l'Església Catòlica a Mèxic, sufragània de l'arquebisbat d'Hermosillo, i que pertany a la regió eclesiàstica Noroeste. Al 2013 tenia 946.000 batejats sobre una població de 1.098.000 habitants. Actualment està regida pel bisbe Felipe Padilla Cardona.

## Territori
La diòcesi comprèn la part meridional de l'estat mexicà de Sonora.
La seu episcopal és la ciutat de Ciudad Obregón, on es troba la catedral de Sagrat Cor de Jesús.
El territori s'estén sobre 88.350 km², i està dividit en 65 parròquies.

## Història
La diòcesi va ser erigida el 20 de juny de 1959 mitjançant la butlla Cum petiisset del Papa Joan XXIII, prenent el territori de la diòcesi de Sonora (avui arquebisbat d'Hermosillo).
El 25 aprile 1966 cedí una porció del seu territori a benefici de l'erecció de la prelatura territorial de Madera (avui bisbat de Cuauhtémoc-Madera).

## Cronologia episcopal
- José de la Soledad Torres y Castañeda † (28 de novembre de 1959 - 4 de març de 1967 mort)
- Miguel González Ibarra † (15 de juliol de 1967 - 14 de novembre de 1981 renuncià)
- Luis Reynoso Cervantes † (15 de juliol de 1982 - 17 d'agost de 1987 nomenat bisbe de Cuernavaca)
- Vicente García Bernal (30 de març de 1988 - 8 de novembre de 2005 jubilat)
- Juan Manuel Mancilla Sánchez (8 de novembre de 2005 - 18 de juny de 2009 nomenat bisbe de Texcoco)
- Felipe Padilla Cardona, des de l'1 d'octubre de 2009

## Estadístiques
A finals del 2013, la diòcesi tenia 946.000 batejats sobre una població de 1.098.000 persones, equivalent al 86,2% del total.
| any  | població  | població  | població | sacerdots | sacerdots       | sacerdots       | sacerdots             | diaques | religiosos | religiosos | parròquies |
| ---- | --------- | --------- | -------- | --------- | --------------- | --------------- | --------------------- | ------- | ---------- | ---------- | ---------- |
| any  | batejats  | total     | %        | total     | clergat secular | clergat regular | batejats por sacerdot | diaques | homes      | dones      |            |
| 1965 | 400.000   | 400.000   | 100,0    | 40        | 27              | 13              | 10.000                |         | 31         | 134        | 23         |
| 1968 | 493.587   | 500.000   | 98,7     | 45        | 30              | 15              | 10.968                |         | 29         | 166        | 23         |
| 1976 | 605.000   | 625.000   | 96,8     | 52        | 43              | 9               | 11.634                |         | 22         | 156        | 29         |
| 1980 | 776.000   | 828.000   | 93,7     | 61        | 52              | 9               | 12.721                | 1       | 27         | 156        | 27         |
| 1990 | 1.080.000 | 1.152.000 | 93,8     | 86        | 67              | 19              | 12.558                | 1       | 33         | 145        | 51         |
| 1999 | 1.552.000 | 1.750.000 | 88,7     | 105       | 79              | 26              | 14.780                | 1       | 36         | 105        | 50         |
| 2000 | 1.552.000 | 1.750.000 | 88,7     | 108       | 82              | 26              | 14.370                | 1       | 36         | 105        | 50         |
| 2001 | 835.000   | 950.000   | 87,9     | 121       | 107             | 14              | 6.900                 | 1       | 29         | 90         | 56         |
| 2002 | 830.000   | 955.000   | 86,9     | 121       | 104             | 17              | 6.859                 | 1       | 27         | 138        | 56         |
| 2003 | 845.000   | 980.000   | 86,2     | 132       | 115             | 17              | 6.401                 | 1       | 27         | 155        | 58         |
| 2004 | 862.000   | 999.600   | 86,2     | 129       | 113             | 16              | 6.682                 | 1       | 25         | 168        | 58         |
| 2006 | 889.000   | 1.031.000 | 86,2     | 133       | 116             | 17              | 6.684                 | 1       | 33         | 157        | 58         |
| 2013 | 946.000   | 1.098.000 | 86,2     | 133       | 118             | 15              | 7.112                 |         | 29         | 134        | 65         |